# Радивој Давидовић Кепа
Радивој Давидовић — Кепа (Нови Бечеј, 8. јун 1909 — Београд, 23. јун 1991) био је револуционар, учесник Народноослободилачке борбе, друштвено-политички радник, професор Економског факултета и јунак социјалистичког рада.

## Биографија
Рођен је 8. јуна 1909. у Новом Бечеју, где је завршио основну школу. Четири разреда гимназије и Државну трговачку академију завршио је у Великом Бечкереку. Након завршетка Трговачке академије, запослио се најпре у предузећу „Астра”, а потом је радио у предузећу за промет нафтних деривата, затим у Окружној финансијској управи и у Окружном уреду за осигурање радника.
Још ка ученик, определио се за идеје социјализма и заједно са школским другом Јованом Трајковићем, који је такође радио у Окружном уреду за осигурање радника, у јесен 1928. окупио је групу младих људи са којима је радио на формирању Социјалистичког удружења ђака. Тада су се повезали са Михаљем Сервом, секретаром Месног комитета КПЈ за Велики Бечкерек, који је пратио рад ове групе и убрзо већину њених чланова примио најпре у Савез комунистичке омладине (СКОЈ), а потом и у Комунистичку партију (КПЈ).
Нако увођења Шестојануарске диктатуре 1929. полиција је почела са хапшењем и прогоном комуниста и њихових симпатизера. Половином 1929. извршена је полицијска провалу у партијску организацију Великог Бечкерека и ухапшено више чланова, који су изведени пред Државни суд за заштиту државе. Крајем исте године, заједно са Јованом Трајковићем и Михаљем Сервом, осуђен је на четворогодишњу затворску казну. 
Казну је најпре издржавао у затвору у Сремској Митровици, где се упознао са другим политичким затвореницима-комунистима и истакнутим револуционарима Мошом Пијаде, Родољубом Чолаковићем, Огњеном Прицом, Иваном Милутиновићем, Марком Орешковићем и др. Током робије, заједно са Трајковићем изучио је обућарски занат, а учествовао је и у идејно-политичком образовању, робијаша-комуниста, које су водили образовани марксисти. Такође, активно је учествовао у борби политичких затвореника за боље услове живота.
Јула 1930. учествовао је у штрајку политичких затвореника, након кога је са групом политичких затвореника, у којој су били Јован Трајковић, Иван Милутиновић, Саломон Леви, Милан Мијалковић и др, пребачен у затвор у Лепоглави, где је упознао Јосипа Броза. Овде је такође учествовао у политичком раду и борби са затворском управом, због чега је више пута додатно кажњаван — априла 1932. кажњен је са три године, септембра 1932. са пет, а јуна 1934. са још три године додатне робије, након чега је његова основна четворогодишња затворска казна повећана на укупно петнаест година затвора. Неколико пута је пребациван из једног у други затвор (Сремска Митровица, Лепоглава).
Окупација Југославије, 1941. затекла га је у затвору у Лепоглави, где је остао све до 13. јула 1943. када је Дванаеста славонска ударна бригада заузела овај затвор и ослободила све политичке затвореникe. Тада је заједно са Михајлом Батом Јаворским ступио у партизане.
Након ослобођења Југославије, 1945. био је члан Главног народноослободилачког одбора Војводине. Налазио се на дужностима директора Више партијске школе „Ђуро Ђаковић” и директора Института за међународну политику и привреду. Од јесени 1947. предавао је на Вишој школи спољне трговине, Вишој финансијског школи, Новинарско-дипломатској високој школи (једна од претеча Факултета политичких наука), Економском факултету у Београду и Правном факултету у Београду. Године 1953. постао је редовни професор политичке економије на Економском факултету у Београду, а током школске 1958/59. био је декан факултета. Био је шеф Катедре за општу економску теорију и објавио је Увод у политичку економију (1964) и Цена као фактор репродукције (1964). Упоредо је изводио наставу из политичке економије на Пољопривредном факултету у Новом Саду, Економском факултету у Титограду, Правно-економском факултету у Приштини и Економском факултету Универзитета у Новом Саду у Суботици. Пензионисан је 1972. године.
Биран је за посланика Привремене народне скупштине и потом за посланика Народне скупштине ФРН Југославије (други сазив). Био је члан Централног комитета Савеза комуниста Србије и члан Централног одбора Савеза бораца Народноослободилачког рата Југославије (СУБНОР).
Преминуо је 23. јуна 1991. у Београду.
Носилац је Партизанске споменице 1941. и других југословенских одликовања, међу којима су — Орден заслуга за народ са златном звездом, Орден братства и јединства са златним венцем, Орден Републике са златним венцем и др. Орденом јунака социјалистичког рада одликован је 1. јуна 1979. године.